# 瀬戸町堂浦
瀬戸町堂浦（せとちょうどうのうら）は、徳島県鳴門市の大字。郵便番号は771-0361。

## 地理
鳴門市の北東部に位置する。字阿波井は島田島内になる。讃岐山脈東部と島田島の南西端にあたり、小鳴門海峡に面する。古くは結城ケ浦とも称した。瀬戸町地区の中心的な集落。
西を日出湾、東を小鳴門海峡・ウチノ海に面する本土側の区域と島田島の南西端の区域からなる。大部分を占める本土側区域は、北は瀬戸町北泊に、南は瀬戸町明神に接する。古くから漁業の村として知られている。
日出湾を徳島県道183号亀浦港櫛木線（一部は鳴門スカイライン）を通じ、東岸を徳島県道182号瀬戸港線が通る。県道183号線は瀬戸町大島田―瀬戸町中島田―瀬戸町小島田を経て地内西部に通じている。
阿波井神社は、字阿波井にある氏神で、天太玉命・大宜都姫命を祭神とし、徳島県下の神社の中でもその祭事は民俗学的に重視されている。

### 小字
| - 阿波井 - 浦代 - 大日出 - 地廻り壱 - 地廻り参 | - 地廻り弐 - 日出 - 本浦上 - 本浦下 - 本浦中 |  |

## 歴史
江戸期から明治22年にかけては板東郡および板野郡の村であった。寛文4年より板野郡に属す。明治22年に同郡瀬戸村、昭和3年に瀬戸町の大字となった。昭和22年3月には鳴南市、同年5月より現在の鳴門市の字名となる。
江戸時代初期、釣り糸にテグス（天蚕糸）を利用し始めた漁師がいる。（→釣り糸）
江戸時代の堂浦の漁師はテグスの導入もあってか、一本釣りの技術に非常に秀でており、他国の漁師にもその技術を教えていたことがあった。

## 世帯数と人口
2022年（令和4年）7月31日現在の世帯数と人口は以下の通りである。
| 町丁       | 世帯数  | 人口  |
| ---------- | ------- | ----- |
| 瀬戸町堂浦 | 452世帯 | 793人 |

## 小・中学校の学区
市立小・中学校に通う場合、学区は以下の通りとなる。
| 番地       | 小学校           | 中学校             |
| ---------- | ---------------- | ------------------ |
| 浦代を除く | 鳴門市瀬戸小学校 | 鳴門市立瀬戸中学校 |
| 浦代       | 鳴門市明神小学校 | 鳴門市立瀬戸中学校 |

## 交通

### 道路
都道府県道
- 徳島県道42号瀬戸撫養線
- 徳島県道182号瀬戸港線
- 徳島県道183号亀浦港櫛木線

### 路線バス
徳島バス
- 堂浦

## 施設
- 徳島県立農林水産総合技術支援センター水産研究所
- 鳴門市瀬戸中学校
- 鳴門市瀬戸小学校 （2018年に休校）
- 阿波井神社
- 日出神社
- 吉祥寺 - 阿波北嶺薬師霊場22番札所。
- 小鳴門公園